# مارسيل دينو
مارسيل دينو هو دبلوماسي وسياسي روماني، ولد في 24 يوليو 1935 بسيليسترا في بلغاريا.